# Pleyel
Pleyel é uma marca de pianos franceses fundada em 1807 por Inácio Pleyel. É um dos mais antigos fabricantes de pianos. Ela teve sua qualidade reconhecida por vários artistas, incluindo Frédéric Chopin, Camille Saint-Saëns, Maurice Ravel, Igor Stravinsky e Manuel de Falla.
Desde 2017, a marca é propriedade da Algam.

## Histórico
A história da Pleyel se funde com a de suas realizações e dos empresários que ajudaram a construir sua reputação. A sala Pleyel é de fato uma extensão direta e lógica dos pianos Pleyel.

### Inácio Pleyel, de 1807 a 1831

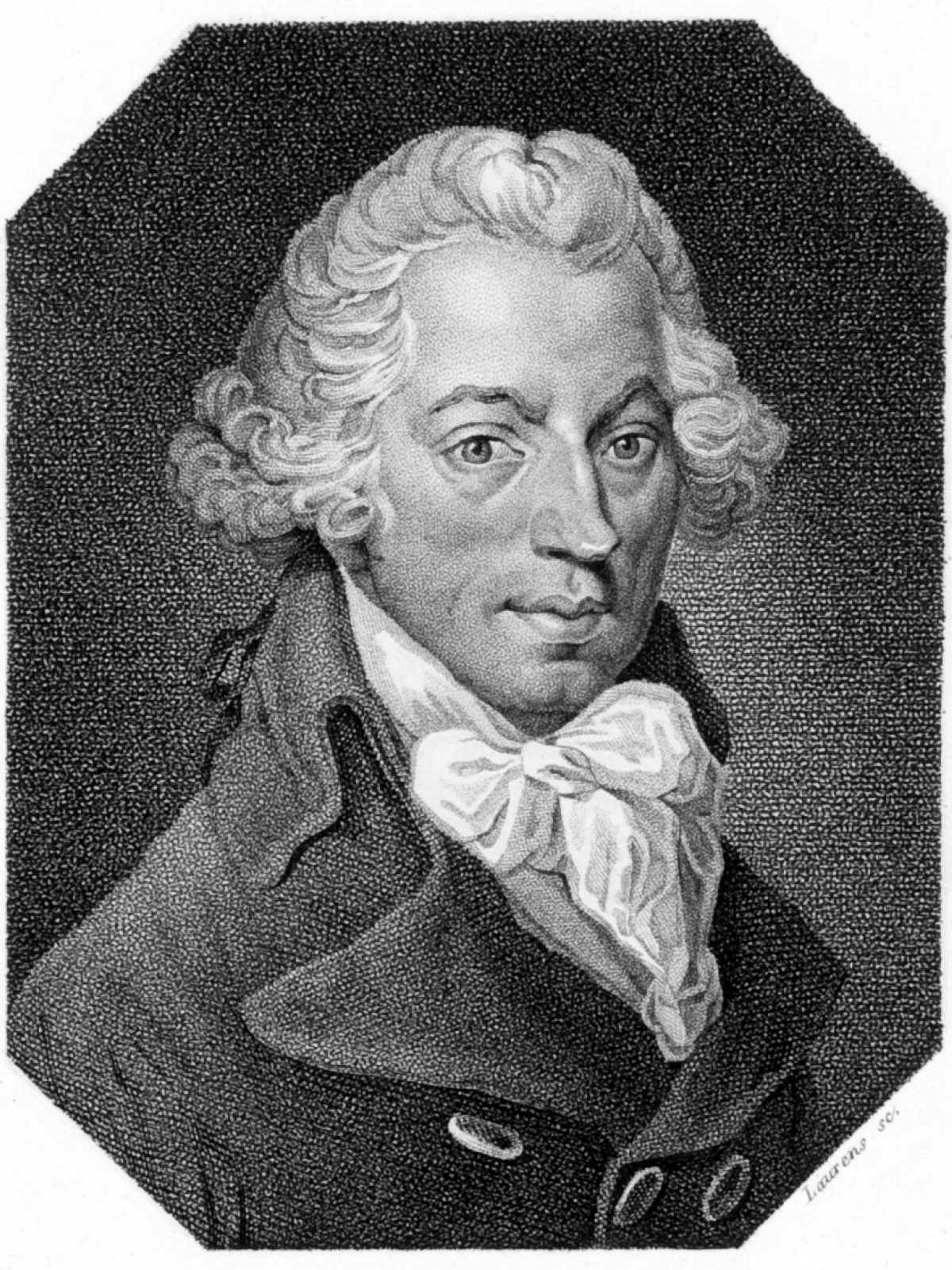
Inácio Pleyel, fundador da fabricação de Pleyel.

Nascido em 18 de junho de 1757 em Ruppersthal, na Baixa Áustria, Ignaz Pleyel logo provou ser um músico talentoso. Graças ao patrocínio do conde Ladislaus Erdödy, ele seguiu os ensinamentos de Jean-Baptiste Vanhal, antes de ser aluno de Joseph Haydn. Ele se tornou mestre e maestro de música na corte do príncipe Esterhazy, em Eisenstadt, e fez muitas viagens pela Europa, durante as quais conheceu os principais atores da vida musical.
Em 1783, Ignaz Pleyel - cujo primeiro nome foi batizado em "Ignace" depois de se tornar francês - chegou a Estrasburgo para ajudar Franz-Xavier Richter, mestre maestro da catedral desde 1769, antes de sucedê-lo em 1789. Ele se casou em 1788 e teve quatro filhos, incluindo Camille, que o sucedeu. No final do século XVIII, Ignace Pleyel foi um dos músicos franceses mais populares; seu talento foi unanimemente apreciado, inclusive por seus colegas, entre os quais Mozart. Naquela época, ele era um compositor prolífico e deixou para trás um trabalho abundante: quarenta e uma sinfonias, seis sinfonias de concertos, sessenta e quatro duetos, duas óperas e numerosos octetos, septos, quintetos ou quartetos.
A agitação política que acompanhou a Revolução Francesa o levou a partir, em dezembro de 1791, para a Inglaterra (onde encontrou Joseph Haydn) a convite dos Concertos Profissionais, conduzidos pelo violinista Wilhelm Cramer. Em seu retorno à França, ele foi preso pelos republicanos e só devia sua salvação à composição do hino A Revolução de 10 de agosto. Ele já compôs em 1791 um hino à liberdade com Rouget de Lisle e, a partir de então, foi convidado várias vezes a compor ou tocar hinos durante os festivais revolucionários. Dizem até que ele teria ajudado Rouget de Lisle a compor La Marseillaise…
Em 1797, Ignace Pleyel decidiu se estabelecer no distrito de Chaussée d'Antin, em Paris, onde abriu uma loja para edições musicais. Ao mesmo tempo, ele elaborou um método para piano forte com Jan Ladislav Dussek e publicou alguns de seus trabalhos, depois os de seus colegas. Ele criou, alguns anos depois, uma coleção de partituras em formato de bolso a baixo custo, que ele chamou de "Biblioteca Musical". A editora Pleyel lançou quase três mil títulos. Em 1807, ele lançou a fabricação dos primeiros pianos Pleyel e manteve essa atividade graças ao apoio de alguns clientes. Os primeiros pianos Pleyel foram lançados com a ajuda de Charles Lemme por alguns meses, mas rapidamente Ignace Pleyel decidiu trabalhar sozinho. Em 1824, ele confiou o negócio a seu filho Camille, que então seguia uma carreira como artista de concertos.

### Camille Pleyel, de 1831 a 1855
Compositor menos prolífico do que seu pai, Camille Pleyel era um talentoso artista de concertos conhecido na corte do rei da Inglaterra. Ele viajou extensivamente pela Europa, visitando outros empresas importantes, notadamente Broadwood e Érard, que foram com Pleyel os pioneiros na fabricação de pianos.
Camille deu à casa uma nova dinâmica e trouxe renome internacional. Muito rapidamente, ele se cercou de músicos que acompanharam de perto o design dos pianos e exportaram o nome de Pleyel - uma verdadeira "marca" - para o mundo inteiro. Ele prestou extrema atenção à perfeição de seus instrumentos, em resposta às demandas de compositores que queriam tons poderosos e ricos. Foi o nascimento do "som Pleyel", tão característico dos pianos Pleyel. Em 1834, a fábrica de Pleyel produzia mil pianos por ano com duzentos trabalhadores.
O encontro com artistas de todos os países permitiu a Camille Pleyel conquistar novos mercados internacionais dominados até agora pelos ingleses. Ele até adaptou alguns de seus instrumentos às condições climáticas de países distantes, "tropicalizando-os" a fim de dar-lhes melhor resistência às condições higrométricas.

### Auguste Wolff, de 1855 a 1887

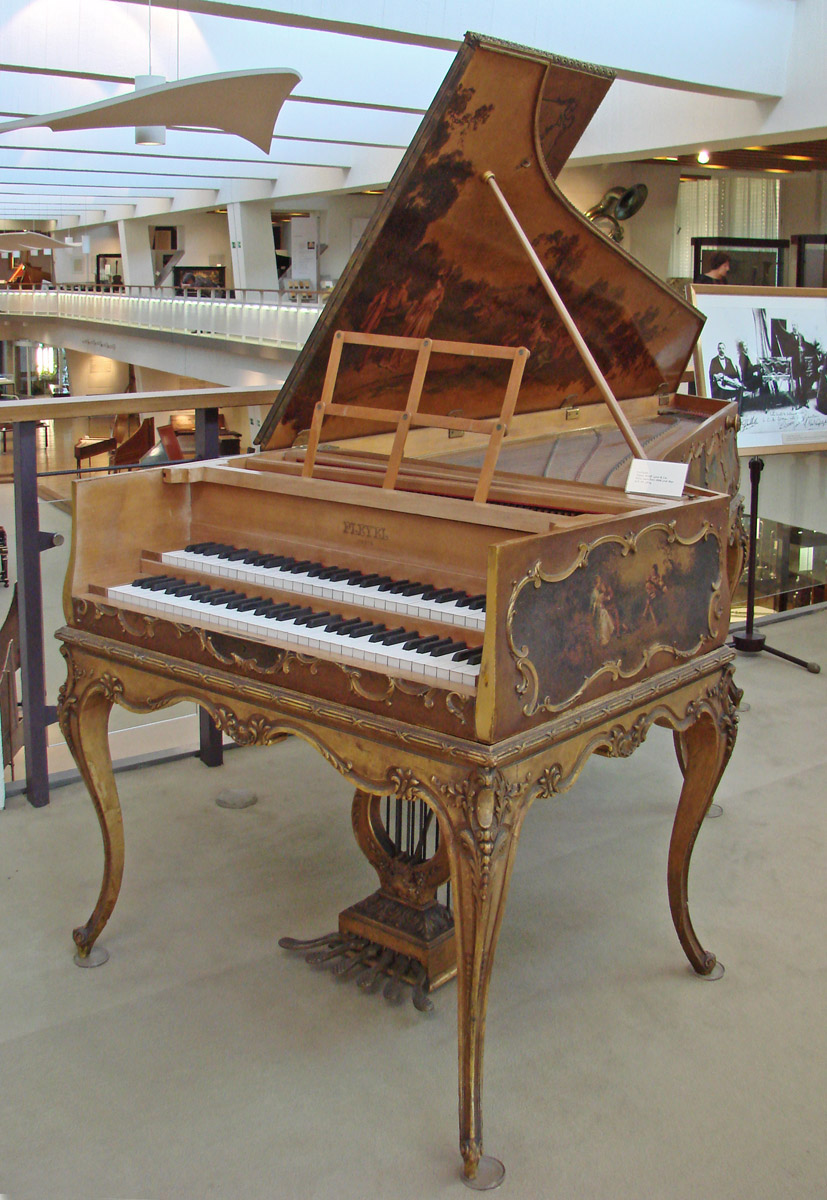
Cravo de Pleyel de 1889 no museu de Berlim.

Auguste Wolff se associou a Camille Pleyel em 1853, Wolff vai melhorar a mecânica do piano a partir de 1852. Ele próprio de uma família de músicos, ele é um compositor e músico talentoso. Wolff será um fator excepcional para pianos e contribuirá bastante para o desenvolvimento da empresa, multiplicando inovações e modernizando continuamente os pianos produzidos. Ele enfatiza a fabricação de pianos renomados pelo som e pela elegância.
Em 1865, Wolff criou uma grande fábrica de 55.000 metros quadrados no Ornano Boulevard, em Saint-Denis, equipada com motores a vapor, mais de , tubos de aquecimento, ar comprimido e vapor gerado. por uma estação autônoma, produzindo  em 1887.

### Gustave Lyon, de 1857 a 1936
Em 1883, Gustave Lyon, genro de Wolff, assumiu as rédeas da fabricação de Pleyel. Politécnico, engenheiro de minas e músico talentoso, ele usa seu conhecimento científico para melhorar a qualidade dos pianos e desvendar os mistérios da acústica. Em 1889, quando a Maison Pleyel produziu seu 100.000º piano, Lyon foi distinguido por um grande prêmio de honra na Exposição Universal de Paris, durante a qual um cravo construído para a ocasião foi exibido. Ele modernizou a fábrica criada por Wolff trinta anos antes. Os pianos Pleyel continuam sendo muito apreciados pela nova geração de músicos - liderados por Camille Saint-Saëns, Feodor Chaliapin, Rimsky-Korsakov ou Wanda Landowska - seduzidos pela harmonia tão particular desses pianos europeus inspirados no estilo alemão. Foi para Landowska que o projeto e a fabricação de novos cravos foram realizados (e notadamente o famoso "Grand Concert Model", dos quais 180 exemplos desse tipo foram produzidos entre 1923 e 1969.

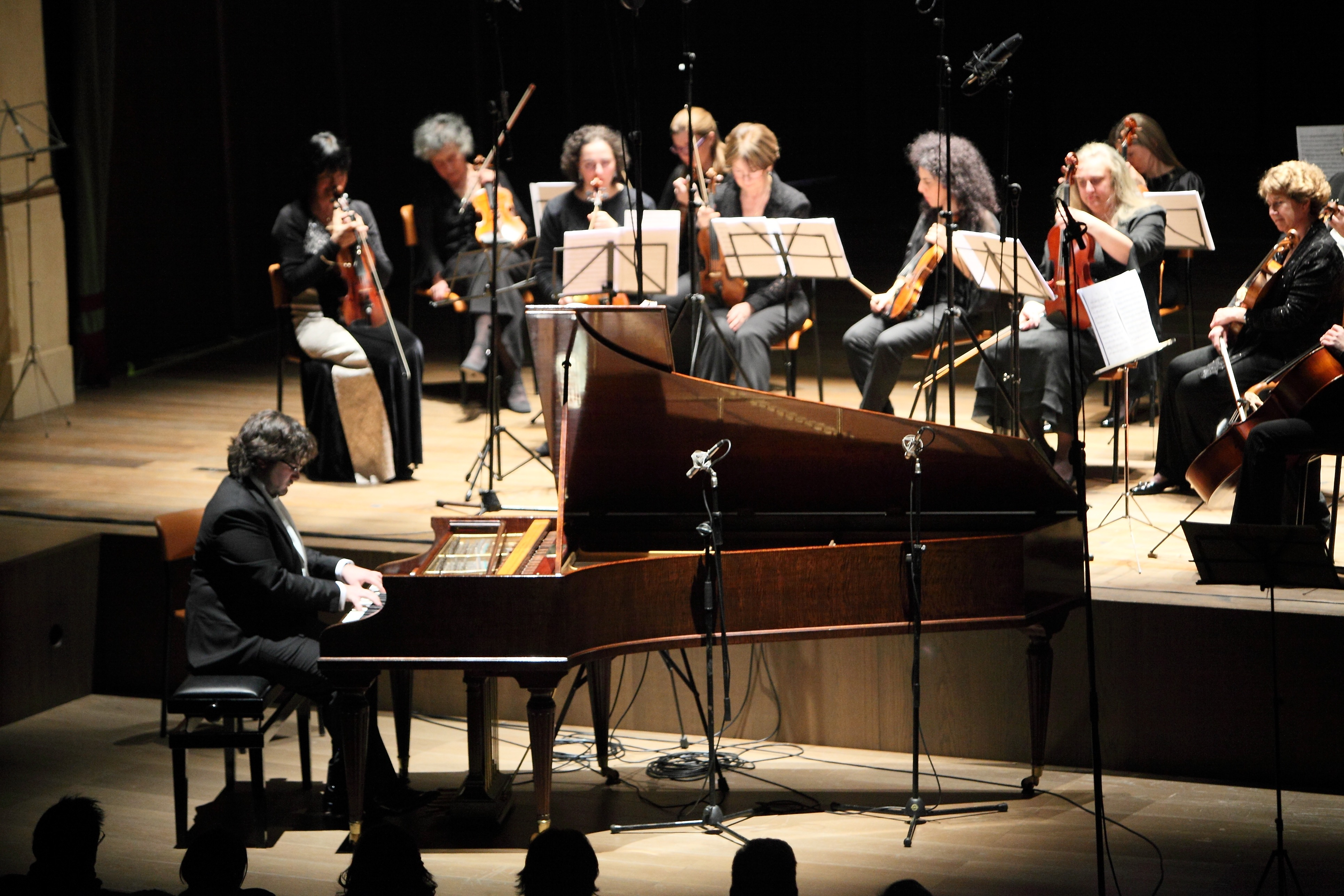
Uma oportunidade muito rara de ver e ouvir em concerto (em Verona, Itália em dezembro de 2012) o concerto para cravo Grand Model "Wanda Landowska" perfeitamente restaurado sob a direção de Claude Mercier-Ythier. Este é um instrumento excepcional, encomendado pela harpsichordist Irma Rogell, uma estudante de Wanda Landowska e sob orientação deste último dos Estados Unidos em 1957.

Além de sua atividade de construtor de piano, Lyon é apaixonado pela acústica dos locais de concertos que, além de ser um campo científico, também é uma arte. Ele é especialista em fonoaudiologia nos quartos e é frequentemente solicitado pelos arquitetos para corrigir sua acústica, principalmente no Palais de Chaillot, em Paris.
Em 1925, Lyon lançou o canteiro de obras do Pleyel, rue du faubourg Saint-Honoré, em Paris. Mas a grande crise de 1929 é fatal para o grupo Pleyel: os pianos pedem falência em 1933 e o salão é ocupado pelo banqueiro, o Credit Lyonnais, em 1934. Quando Gustave Lyon morreu, os pianos Pleyel e o salão Pleyel foram separados.

### O Crédit Lyonnais e depois Hubert Martigny
O Crédit Lyonnais permanece o proprietário do Salle Pleyel até 1998, quando o vendeu no contexto das alienações de ativos do Consórcio de Produção (CDR). Aprendendo, em 1997, que a sala está à venda, o industrial - e amante da música - Hubert Martigny decide apresentar um dossiê de compras. Em 1998, tornou-se proprietário do Salão Pleyel e, em 2000, comprou a marca de piano de investidores italianos que possuíam a última fábrica na França, a Pleyel and Co, em Alès, no Gard .

## A fabricação dos anos 2000

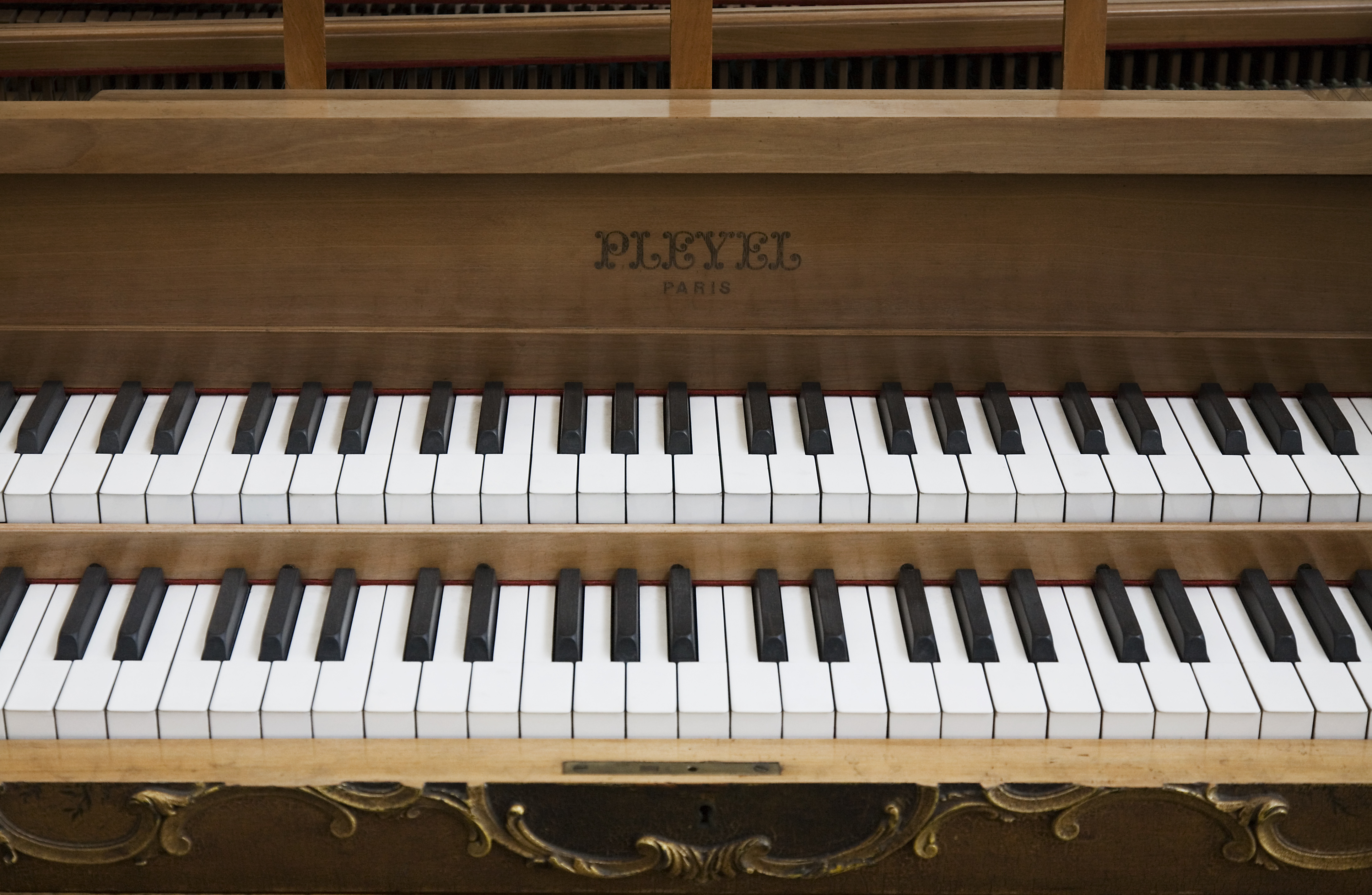
Teclados com cravo Pleyel, 1889

Além dos pianos Pleyel, Hubert Martigny também compra as marcas "Érard ", " Rameau " e " Gaveau". Vítima de forte concorrência comercial dos mercados asiático e chinês, a fábrica de Pleyel fechou em 2007 sua fábrica de Alès, inaugurada em 1973, para se mudar para Saint-Denis  ,  .
A fábrica instala uma sala de exposições na sala Pleyel, onde são visíveis seus modelos assinados por grandes artistas contemporâneos (Marco Del Re, Aki Kuroda e Jean Cortot) e grandes designers: Andrée Putman criou para o piano Pleyel maneira leitosa  de 2,17 metros. A gerência da Pleyel decidiu resolutamente o luxo, com séries limitadas, e embarcou na fabricação de móveis de alta qualidade com o slogan "Exceptional Manufacturer Design". O som do piano é deixado de lado em favor dos móveis.
O fabricante francês de pianos (e sua fabricação) recebeu o selo "Entreprise du patrimoine vivant" em 19 de dezembro de 2007 pelo Ministro da Economia, Finanças e Emprego.

### Produção

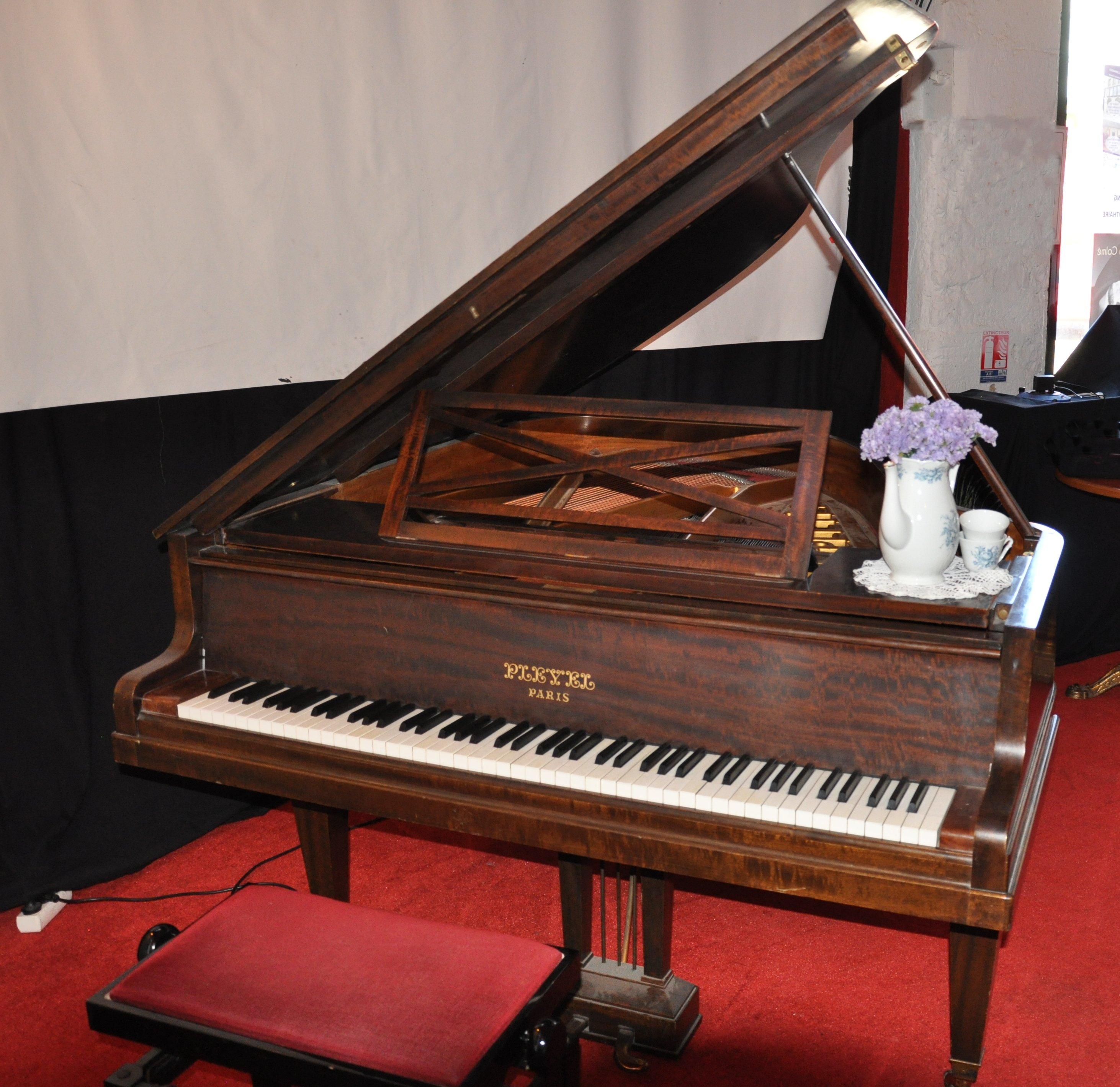
Pleyel piano 1/4 de cauda

Devido à concorrência considerável, Pleyel produz apenas instrumentos excepcionais vendidos entre 42.000 e 200.000 euros, com 20 a 25 exemplares por ano  enquanto 2.000 pianos foram vendidos no final  dos anos 90. Na França, as vendas de pianos caíram consideravelmente, de 40.000 instrumentos em 1980 para 8.000 em 2010.
Nessa perspectiva de ponta, a fabricação de um Pleyel pode exigir até 24 meses de desenvolvimento e 9 meses de fabricação, ou seja, até 2.000 horas de trabalho, 5.000 peças e a intervenção de profissionais mais de 20 especialidades diferentes. A empresa emprega 15 artesãos incluindo 4 mulheres nos 1300 m2 da fábrica em Saint-Denis.
Segundo os gerentes da Pleyel, a equipe é formada por todas as gerações, para que seu conhecimento seja efetivamente transmitido  . 
Il faut que nos pianos restent des instruments, mais deviennent aussi des objets d'art
Nossos pianos devem permanecer instrumentos, mas também se tornar obras de arte
, especifica Hubert Martigny, enquanto a competitividade da empresa está em risco.

### O fim de Saint-Denis
Em 12 de novembro de 2012, a gerência confirmou oficialmente que a empresa está enfrentando dificuldades e está prestes a ser vendida, sem, no entanto, especificar o nome do futuro proprietário da marca. Parece então que o comprador é um dos grandes grupos de luxo, de modo que a atividade seria mantida em solo francês  .
Em dezembro de 2012, a Pleyel anunciou uma colaboração com a Peugeot. O piano de laboratório da Peugeot para Pleyel  será vendido por 165.000 euros (preço público). A Pleyel já desenvolveu com a Audi, há alguns anos, um protótipo que não foi comercializado. O novo instrumento se beneficiará não apenas de uma forma moderna, mas também de tecnologias do mundo automotivo. Assim, será feito de fibra de carbono . Após vários meses de desenvolvimento, os engenheiros, técnicos e designers das duas empresas concluem um piano ultramoderno, imitando o carro e a aerodinâmica da asa do avião. Além disso, para substituir os três pés tradicionais, ele possui apenas uma base. Este piano foi projetado sem perder a qualidade do tom de Pleyel. O pianista francês Yves Henry, depois de experimentar esse instrumento, especifica que 

le mythique modèle de 204 cm des années 1910 a servi de base.
o modelo mítico de 204 centímetros da década de 1910 serviu de base
No entanto, em novembro de 2013, a confederação francesa de artesanato anunciou o próximo fechamento das oficinas em Saint-Denis.
Em setembro de 2014, Pleyel mudou para as instalações das viaduto des Arts, 93-95 Daumesnil em Paris (12de).
Além disso, em 2016, a empresa de distribuição "Pleyel China" foi inaugurada em Pequim, China  .
O comprador Gérard Garnier, presidente da Algam , continua fabricando na França ( Thouaré-sur-Loire ) e na Indonésia  , .
Em Setembro de 2009, o fabricante de pianos Paul McNulty reconstruiu um modelo de um piano Pleyel datado de 1830, e que se encontra agora na colecção do Instituto Frédéric Chopin, em Varsóvia, tendo sido utilizado no 1º Concurso Internacional de Piano em instrumentos históricos.

## Exemplos sonoros
- Pianoforte Pleyel da década de 1840, alguns Estudos op. 100 de Friedrich Burgmüller, contemporâneos deste instrumento (de Jean-Luc Perrot ) - Ouça a gravação
- Yuan Sheng. Frederic Chopin. Ballades Nos 1-4/Impromptus Nos 1-4. Pleyel da década de 1845. Piano Classics
- Freddy Eichelberger. Beranger. Chansons. Pleyel da década de 1845. Early Piano series. CD 5. Alpha Classics.
- Ronald Brautigam. Felix Mendelssohn. Piano Concertos. Pleyel da década de 1830 (Paul McNulty). Bis
- Alexei Lubimov. Chopin, Bach, Mozart, Beethoven: at Chopin’s home piano. Pleyel da década de 1843. NIFCCD
- Kevin Kenner. Fryderyk Chopin. 4 Impromptus. Pleyel da década de 1848. Fryderyk Chopin Institute
- Arthur Schoonderwoerd. Fryderyk Chopin. Mazurkas, Valses & other dances. Early Piano series. CD 7.  Pleyel da década de 1836. Alpha Classics.